# Наяда гибкая
Ная́да ги́бкая (лат. Nájas fléxilis) — однолетнее водное растение, вид рода Наяда.

## Ботаническое описание

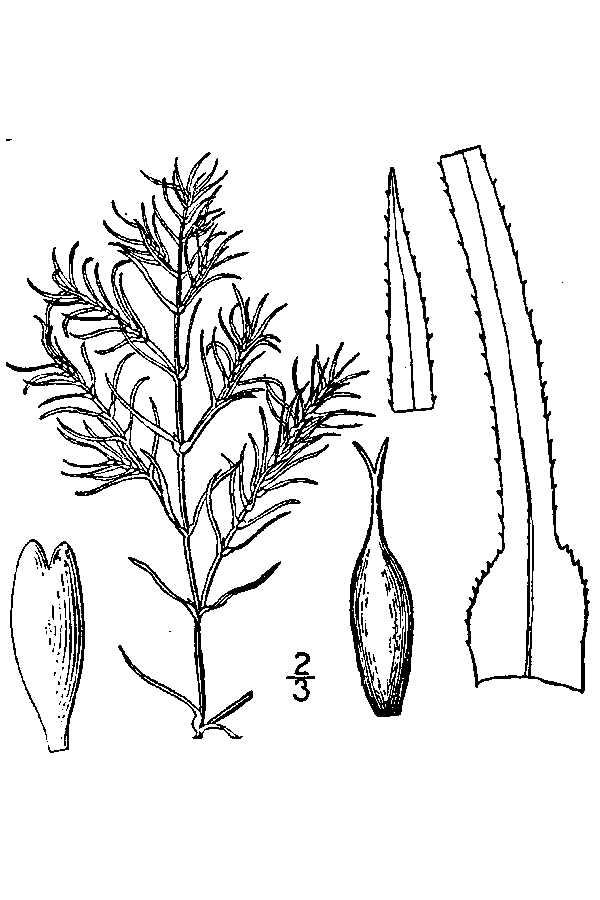
Ботаническая иллюстрация из книги Н. Л. Бриттона и А. Брауна An illustrated flora of the northern United States, Canada and the British Possessions, 1913

Стебель 8—40 см длиной и 0,5 мм толщиной, без шипиков, с междоузлиями до 5 см длиной, гибкий, ломкий.
Листья линейные, обычно светло-зелёные, 1—3 см длиной и 0,4—1,2 мм шириной, гибкие, с мелкими зубчиками по краям, постепенно переходящие в зубчатое влагалище; влагалища постепенно переходят в пластинку; стебель и средняя жилка листьев без шипиков.
Растение однодомное. В европейской части России цветёт в июле.
Плоды 2—3 мм длиной и 0,6—0,8 мм шириной; оболочка семян со слабо заметной скульптурой из почти квадратных ячеек. В европейской части России плодоносит в августе.
Число хромосом 2n = 12, 24.

## Распространение и экология
Ареал — зона умеренного климата Евразии и Северной Америки. В Западной Европе редкое растение, Бернской конвенцией 1979 года вид признан охраняемым.
В России распространён преимущественно в северной половине европейской части и на Алтае.
Растёт в пресных озёрах. Размножается и распространяется семенами.

## Значение и применение
Наяда гибкая может применяться как аквариумное растение.